# Lorraine Open 1985
Il Lorraine Open 1985 è stato un torneo di tennis giocato sul cemento indoor. Si è giocato a Nancy in Francia. È stata la 7ª edizione del torneo, che fa parte del Nabisco Grand Prix 1985. Il torneo si è giocato dal 18 al 24 marzo 1985.

## Campioni

### Singolare maschile
Tim Wilkison ha battuto in finale  Slobodan Živojinović con il punteggio di 4–6, 7–6, 9–7

### Doppio maschile
Marcel Freeman /  Rodney Harmon hanno battuto in finale  Jaroslav Navrátil /  Jonas Svensson con il punteggio di 6–4, 7–6